# Erich Jaschke
Erich Jaschke (11 de maio de 1890 - 18 de outubro de 1961) foi um oficial alemão que serviu no Deutsches Heer durante a Segunda Guerra Mundial. Foi condecorado com a Cruz de Cavaleiro da Cruz de Ferro com Folhas de Carvalho.

## Condecorações
| Nome                                                                  | Data                  |
| --------------------------------------------------------------------- | --------------------- |
| Cruz de Ferro (1914) 2ª Classe                                        | 5 de novembro de 1914 |
| Cruz de Ferro (1914) 1ª Classe                                        | 5 de abril de 1915    |
| Cruz de Cavaleiro da Ordem da Casa Real de Hohenzollern com Espadas   |                       |
| Cruz de Cavaleiro da Ordem do Leão de Zähringer 2ª Classe com Espadas |                       |
| Cruz de Honra da Guerra Mundial 1914/1918                             |                       |
| Cruz de Ferro (1939) 2ª Classe                                        | 31 de maio de 1940    |
| Cruz de Ferro (1939) 1ª Classe                                        | 8 de julho de 1941    |
| Medalha da Frente Oriental                                            |                       |
| Cruz de Cavaleiro da Cruz de Ferro                                    | 4 de dezembro de 1941 |
| Cruz de Cavaleiro da Cruz de Ferro com Folhas de Carvalho nº 295      | 7 de setembro de 1943 |